# Rostock Hauptbahnhof
Rostock Hbf ist der Hauptbahnhof der mecklenburgischen Hansestadt Rostock und der größte Personenbahnhof in Mecklenburg-Vorpommern. Er ging 1886 zunächst für die Züge der Lloyd-Bahn aus Berlin über Neustrelitz nach Warnemünde mit Anschluss zu den Postdampfern des Deutsch-Nordischen Lloyds nach Dänemark in Betrieb. 1896 übernahm er den größten Teil des Eisenbahn-Personenverkehrs der Stadt.
In den Nahverkehr der Stadt ist der Bahnhof durch Straßenbahnlinien, Omnibuslinien und die Rostocker S-Bahn eingebunden. Neben dem Südportal befindet sich der Zentrale Omnibus-Bahnhof von Rostock.

## Lage und Name
Der Bahnhof befindet sich im Südwesten der Steintor-Vorstadt, Teil des Rostocker Ortsteils Stadtmitte. Er ist etwa fünfzehn Minuten Fußweg vom Stadtzentrum entfernt. Südwestlich der Bahnhofsanlagen beginnt das Gebiet des Ortsteils Südstadt. Die Station entstand am Streckenkilometer 113,2 der Bahnstrecke Neustrelitz–Warnemünde (gezählt von Neustrelitz Hauptbahnhof). Die Gleisanlagen des Bahnhofs verlaufen ungefähr in Südost-Nordwest-Richtung. An der nordwestlichen Bahnhofsseite zweigt nach Westen die Strecke Richtung Wismar ab, an der anderen Seite Richtung Nordosten die Strecke nach Stralsund. Die Strecken nach Neustrelitz, Bützow und Tessin trennen sich zwei Kilometer vom Hauptbahnhof entfernt im Bahnhof Dalwitzhof.
Der Bahnhof trug zunächst den Namen Lloyd-Bahnhof, ab 1896 Centralbahnhof bzw. Zentralbahnhof. Die Bezeichnung Hauptbahnhof erhielt er zum 1. März 1910. Bahnamtlich wird grundsätzlich die Schreibweise Rostock Hbf benutzt. In den 1930er und 1940er Jahren wurde die Stadt offiziell Seestadt Rostock genannt, der Bahnhof hieß in der Zeit entsprechend Seestadt Rostock Hbf.

## Geschichte
Der heutige Hauptbahnhof wurde 1886 durch die Eisenbahn- und Dampfschiffahrtsgesellschaft Deutsch-Nordischer-Lloyd als Lloyd-Bahnhof in Betrieb genommen. Die Gesellschaft betrieb die Lloyd-Bahn Neustrelitz – Rostock – Warnemünde und die daran anschließende Postdampferverbindung nach Nykøbing (Falster). 1894 wurde die Lloyd-Bahn durch das Großherzogtum Mecklenburg-Schwerin gekauft und der Großherzoglich Mecklenburgischen Friedrich-Franz-Eisenbahn (M.F.F.E.) angegliedert, die mit dem Friedrich-Franz-Bahnhof bereits einen großen Bahnhof in Rostock betrieb. Der parallele Betrieb beider Bahnhöfe für den Personen- und Güterverkehr erwies sich als unrationell. 1896 übernahm der Lloyd-Bahnhof den größten Teil des Personenverkehrs. Mit Aufnahme des Eisenbahnfährverkehrs von Warnemünde nach Gedser im Jahr 1903 hielten im Bahnhof die durchgehenden Fernschnellzüge Berlin – Kopenhagen. Nach Umbau der Streckeneinführung aus Richtung Stralsund entfiel der Halt der Züge von und nach Stralsund im Friedrich-Franz-Bahnhof. Der bisherige Friedrich-Franz-Bahnhof wurde zum Rostocker Güterbahnhof. Der Hauptbahnhof war stets vor allem für den Personenverkehr von Bedeutung.

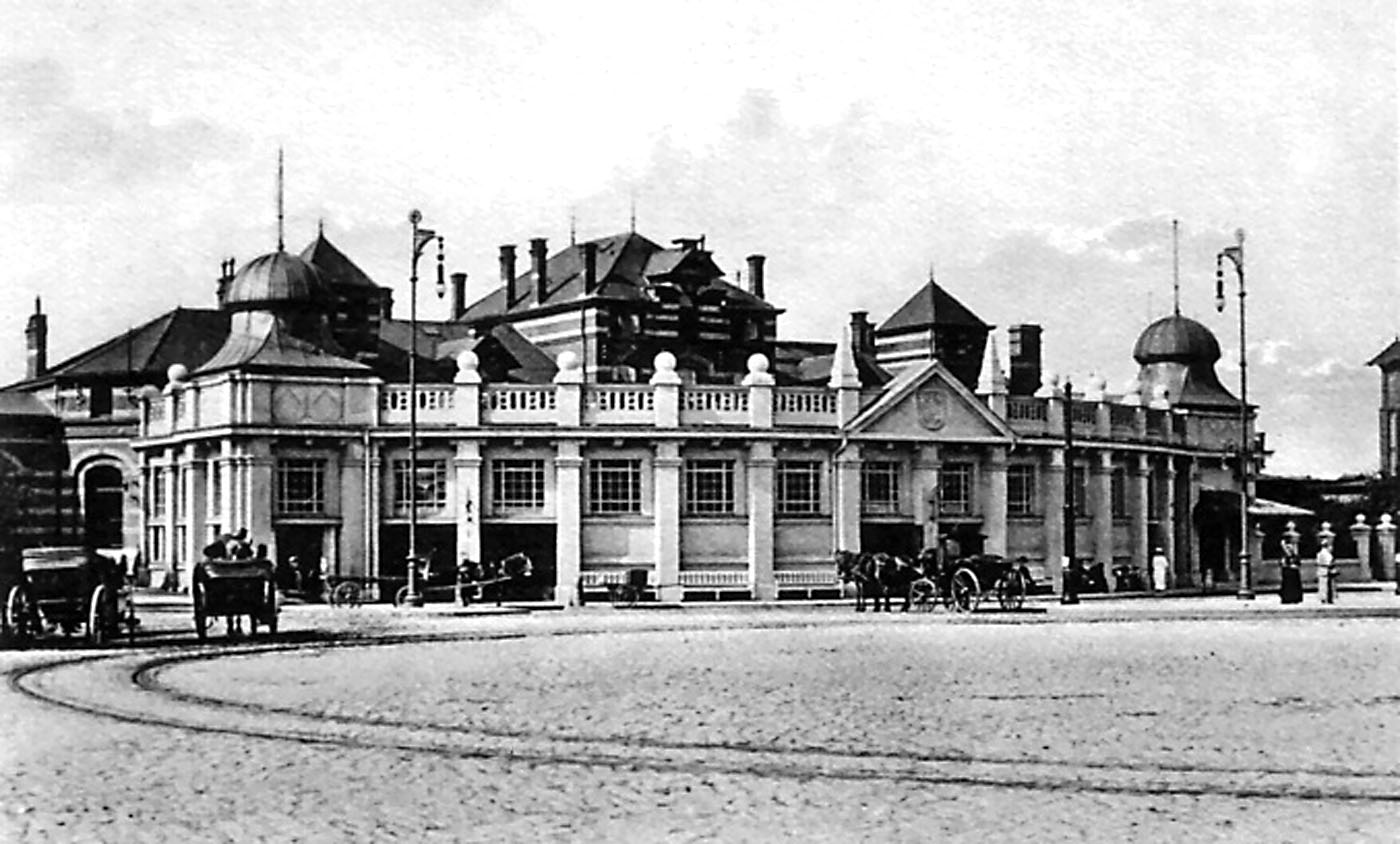
Nordeingang 1920

1913 bekam der Hauptbahnhof eine repräsentative Empfangshalle mit Jugendstilelementen und kleinen Balustraden nach Entwürfen von Paul Korff, 1922 wurden die Bahnsteiganlagen um zwei Bahnsteiggleise erweitert und der Bahnhofstunnel entsprechend ausgebaut.
Im Zweiten Weltkrieg wurde der Bahnhof bei den Bombenangriffen auf Rostock beschädigt. Es folgte ein provisorischer Wiederaufbau. Nach der deutschen Teilung wurde Rostock zum wichtigsten Hafenstandort der DDR. Die Bedeutung Rostocks und damit des Hauptbahnhofes nahm spätestens ab 1960 deutlich zu. Die Fahrgastzahlen stiegen stark an, besonders nach dem Aufbau neuer Industriebetriebe und Wohngebiete im Nordwesten der Stadt. Im Fernverkehr nahm die Bedeutung der Nord-Süd-Verbindungen unter anderem nach Dresden, Leipzig und Berlin zu. Direkte Züge nach Prag und Budapest wurden eingerichtet. Die „klassischen“ Fernverbindung Rostocks nach Hamburg führten seit der Deutschen Teilung 1949 nur noch ein Schattendasein. Der Ausbau des Bahnhofs hielt mit den Anforderungen nicht Schritt, immer wieder musste improvisiert werden. Zur Bewältigung des steigenden Fahrgastaufkommens wurden weitere Bahnsteige errichtet. Der Bahnhofstunnel erhielt einen Ausgang in Richtung Südstadt. 1985 erfolgte der Anschluss an das elektrifizierte Netz der Deutschen Reichsbahn.

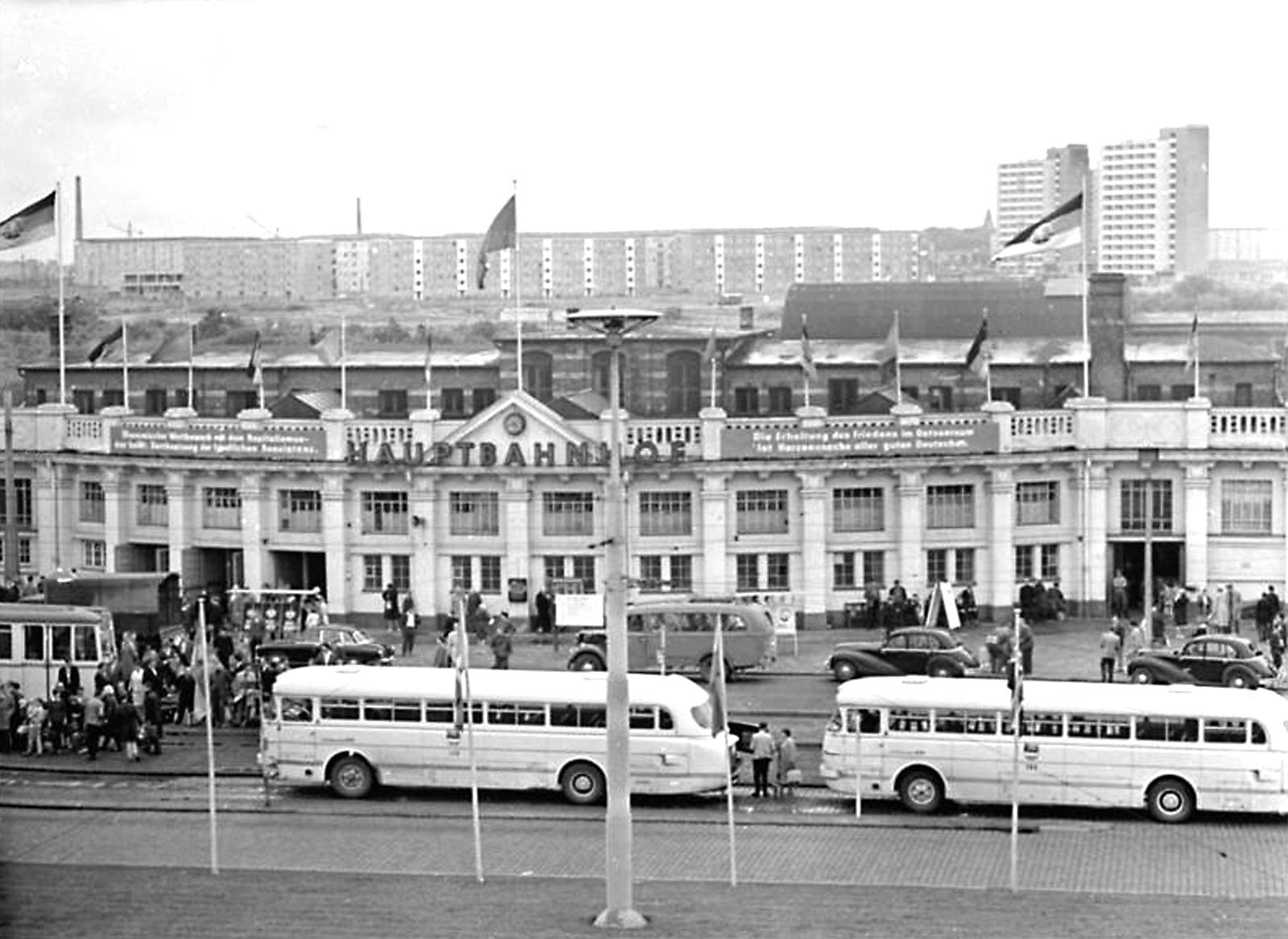
Empfangsgebäude und Bahnhofsvorplatz auf der Nordseite, 1964

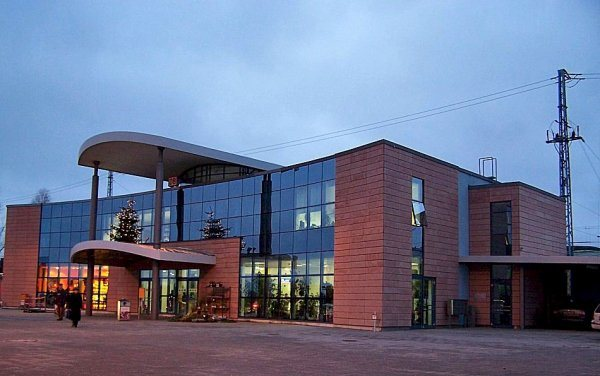
Neues Empfangsgebäude an der Südseite des Bahnhofs

Mit der Wiedervereinigung kam es zu einer Verlagerung des Verkehrs. Zum einen erfolgte ein Verkehrswechsel weg von der Schiene hin zur Straße, zum anderen nahm die Bedeutung der Verbindungen nach Hamburg und Kiel (über Lübeck) stark zu. Die direkten Fernverbindungen nach Dresden, Magdeburg und Leipzig wurden bis Mitte der 1990er Jahre zunächst eingestellt und auch die Verbindung nach Kopenhagen fiel nach Einstellung des Eisenbahnfährverkehrs nach Gedser weg. Die Interregio-Relation Rostock–Berlin wurde im Jahr 2000 durch Nahverkehrszüge ersetzt.

### Umbau des Bahnhofs
Aufgrund seiner begrenzten Kapazität gab es bereits zu DDR-Zeiten Pläne für einen Umbau oder sogar zum Bau eines neuen Hauptbahnhofs. In den 1960er-Jahren war im Generalverkehrsplan der Stadt ein Durchgangsbahnhof in der Nähe des Ortsteils Brinckmansdorf vorgesehen, wo Züge von Stralsund ohne Fahrtrichtungswechsel weiter in Richtung Süden fahren sollten. Der Güterverkehr sollte völlig vom Personenverkehr getrennt werden. Das Projekt wurde jedoch nicht verwirklicht. Planungen um das Jahr 1980 sahen vor, das Mittelempfangsgebäude zu beseitigen, um Platz für Inselbahnsteige zu schaffen. Auch auf der Nordseite des Bahnhofs sollte ein neuer Bahnsteig entstehen. Der Eingang dort sollte bleiben, aber der Haupteingang sollte auf die Bahnhofssüdseite verlegt werden, wo ein neues Empfangsgebäude geplant war. Beim Umbau des Bahnhofs von 1999 bis 2003 wurden teilweise ähnliche Ideen verwirklicht. Das Empfangsgebäude auf der Nordseite wurde unter Einbeziehung der alten Empfangshalle neu gebaut. Eine neue Tunnelebene, der Straßenbahntunnel und ein kleines Südempfangsgebäude kamen hinzu. Das Mittelempfangsgebäude wurde bis auf einen kleinen Teil beseitigt. Auf zwei Ebenen unter den Gleisen ist nun ein direktes Umsteigen vom Fern- und Regionalverkehr zur Straßenbahn möglich. Ein neuer Inselbahnsteig für den S-Bahn-Verkehr entstand und eine neue Nummerierung wurde eingeführt.

### Arbeiten an der Goethebrücke ab 2023
Im Oktober 2023 begannen Umbauarbeiten an der Goethebrücke im Norden des Bahnhofes, mit dem Ziel, sie durch einen Neubau zu ersetzen. Durch die Arbeiten wurde die Straßenbahnverbindung unter der Goethebrücke unterbrochen. Diverse weitere betriebliche Maßnahmen waren auf den über die Brücke führenden Strecken Richtung Wismar und Warnemünde nötig, in besonderem Maße auf den S-Bahnlinien. Im Rahmen des Abrisses des Südteiles wurde im Hauptbahnhof ein neuer Bahnsteig 6 für Fahrten Richtung Wismar erstellt. Der alte Bahnsteig 6 ist nun bis auf weiteres ohne Bezeichnung [Stand: August 2024].

## Anlagen

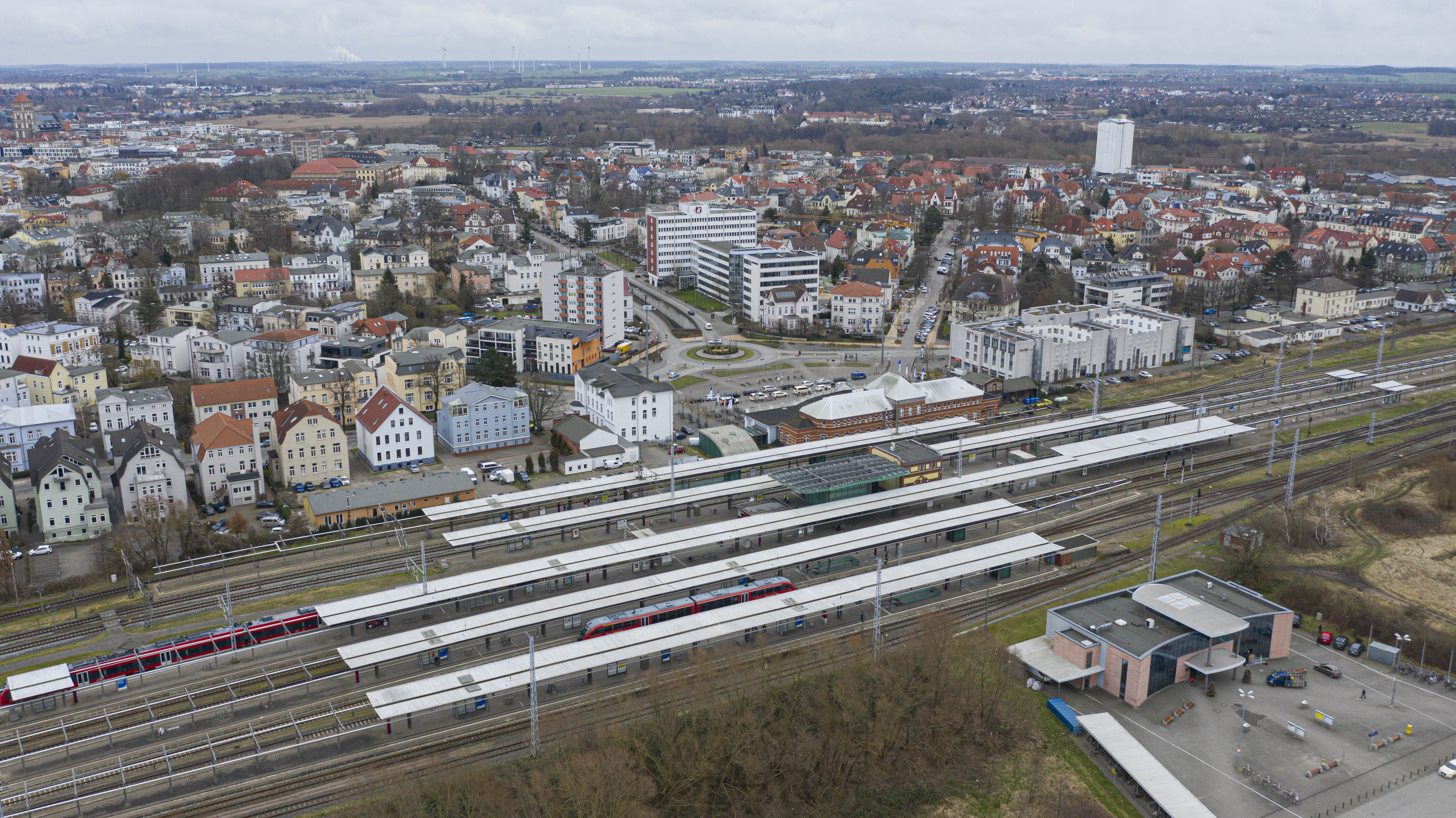
Luftbild des Bahnhofs aus Richtung Südwesten.

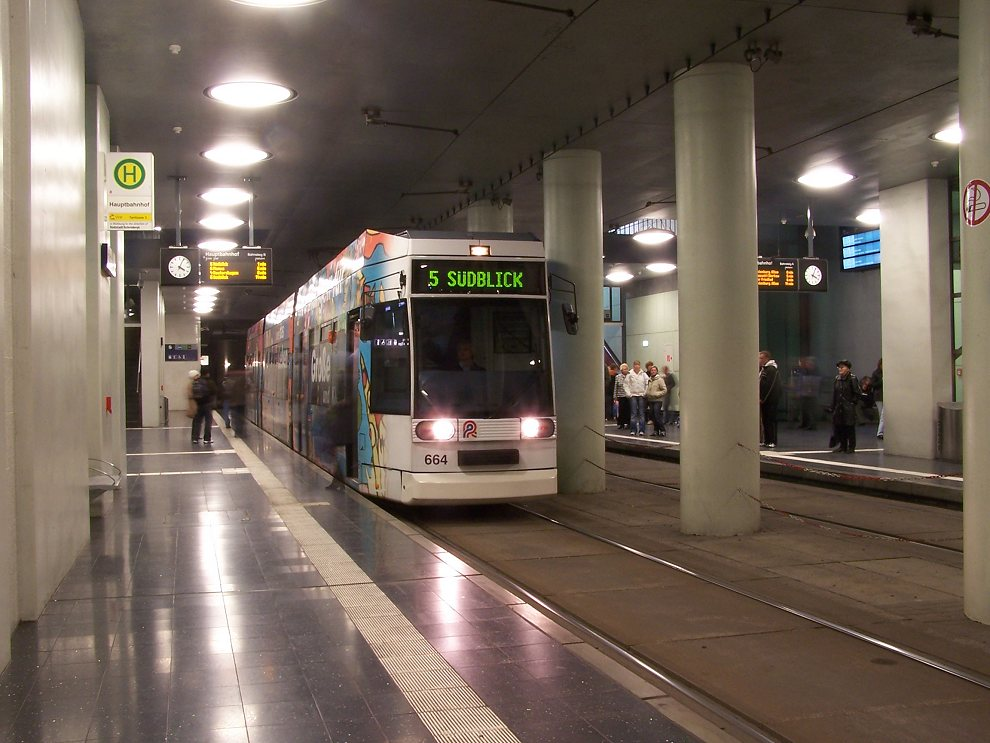
Straßenbahnhaltestelle im Untergrund.

Seit dem Umbau Anfang des 21. Jahrhunderts besitzt der Bahnhof neben dem Hauptempfangsgebäude an der Nordseite der Gleisanlagen ein weiteres an der Südseite. Die Bahnsteige mit elf Bahnsteiggleisen werden über eine Tunnelebene zwischen beiden Empfangsgebäuden erreicht. In einer zweiten Tunnelebene befindet sich die Haltestelle der Straßenbahn Rostock mit zwei Bahnsteigen.
Die Bahnsteige sind wie folgt angeordnet: südwestlich des Hauptempfangsgebäudes liegt ein Inselbahnsteig mit den Gleisen 1 und 2. Sie werden vor allem von den Zügen der Rostocker S-Bahn genutzt. Daran schließt sich ein breiter Inselbahnsteig mit den Durchgangsgleisen 3 auf der Nordost- und 7 auf der Südwestseite an. Auf diesem Bahnsteig befand sich das erste Empfangsgebäude des Bahnhofs, das beim Umbau nach dem Jahr 2000 zu großen Teilen beseitigt wurde. Auf der Ostseite dieses Bahnsteigs liegen die Kopfgleise 4 und 5, auf der Westseite wurde im Dezember 2012 das Kopfgleis 6 in Betrieb genommen, das von S-Bahn-Zügen nach Warnemünde genutzt wird. Nach Südwesten schließen sich zwei weitere Inselbahnsteige mit den Gleisen 8 und 9 beziehungsweise 10 und 11 an.
Das Empfangsgebäude des Hauptbahnhofs stand bis Ende des 20. Jahrhunderts unter Denkmalschutz. Nach dem Bahnhofsumbau ist es nicht mehr in den Denkmallisten enthalten.

## Verkehrsanbindung

### Fernverkehr
| Linie  | Fahrtverlauf | Taktfrequenz | EVU            | Fahrzeugmaterial     |
| ------ | --- | --- | -------------- | -------------------- |
| ICE 15 | Warnemünde – Rostock – Berlin Gesundbrunnen – Berlin Hbf – Berlin Südkreuz                                                     | 1 Zug Sa | DB Fernverkehr | ICE T                |
| IC 17  | (Warnemünde –) Rostock – Waren (Müritz) – Neustrelitz Hbf – Berlin Hbf – Elsterwerda – Dresden Hbf (– Freiberg – Chemnitz Hbf) | alle 120 min; ein Zugpaar über Nacht von/nach Wien Hbf über Nürnberg Hbf 2 × am Tag nachmittags nach Chemnitz und vormittags zurück | DB Fernverkehr | Stadler KISS         |
| ICE 26 | (Ostseebad Binz – / Greifswald –) Stralsund Hbf – Rostock – Hamburg Hbf – Hannover Hbf – Frankfurt (Main) Hbf – Karlsruhe Hbf  | Gemeinsam mit ICE 43 annähernder 2-Stunden-Takt Mindestens 4 Zugpaare pro Tag                                                       | DB Fernverkehr | ICE T                |
| ICE 39 | (Binz –) Stralsund – Rostock – Hamburg Hbf – Recklinghausen Hbf – Köln Hbf – Frankfurt (Main) Hbf – Nürnberg Hbf               | 1 Zug Sa/So | DB Fernverkehr | ICE 4                |
| ICE 43 | (Binz –) Stralsund – Rostock – Hamburg Hbf – Bremen Hbf – Osnabrück Hbf – Köln Hbf – Basel SBB                                 | 1 Zugpaar pro Tag | DB Fernverkehr | ICE 4                |
| IC 57  | (Warnemünde –) Rostock – Wittenberge – Magdeburg Hbf – Halle (Saale) Hbf – Flughafen Leipzig/Halle – Leipzig Hbf               | 2 Zugpaare pro Tag | DB Fernverkehr | Baureihe 146.5 + IC2 |

### Regional- und S-Bahn-Verkehr
Hauptartikel: Schienenregionalverkehr in Mecklenburg-Vorpommern
| Linie                 | Fahrtverlauf                                                                                  | Taktfrequenz | EVU                   | Fahrzeugmaterial                                                           |
| --------------------- | --------------------------------------------------------------------------------------------- | --- | --------------------- | -------------------------------------------------------------------------- |
| RE 1                  | Rostock – Bützow – Bad Kleinen – Schwerin Hbf – Büchen – Hamburg Hbf                          | Zweistundentakt mit Verstärkern in HVZ | DB Regio Nordost      | Lok+Doppelstockwagen (Dosto07)                                             |
| RE 5                  | Rostock – Güstrow – Waren (Müritz) – Neustrelitz Hbf – Berlin Hbf – Berlin Südkreuz           | Zweistundentakt | DB Regio Nordost      | Bombardier Twindexx (BR 445) Baureihe 112.1 + Doppelstockwagen             |
| RE 9                  | Rostock – Ribnitz-Damgarten – Stralsund Hbf – Bergen auf Rügen – Sassnitz / Ostseebad Binz    | Zweistundentakt | Ostdeutsche Eisenbahn | Siemens Desiro Mainline                                                    |
| RE 10                 | Rostock – Ribnitz-Damgarten – Stralsund Hbf – Greifswald – Züssow – Pasewalk                  | 2 Zugpaare von/nach Rostock | Ostdeutsche Eisenbahn | Siemens Desiro Mainline                                                    |
| RE 50                 | Rostock – Güstrow – Waren (Müritz) – Neustrelitz Hbf                                          | Zweistundentakt | DB Regio Nordost      |                                                                            |
| RB 11                 | Wismar – Neubukow – Kröpelin – Bad Doberan – Parkentin – Groß Schwaß – Rostock – Tessin       | tagsüber Stundentakt | DB Regio Nordost      | Siemens Desiro Classic (Baureihe 642)                                      |
| RB 12                 | (Bad Doberan – Parkentin – Groß Schwaß –) Rostock – Graal-Müritz (/ – Ribnitz-Damgarten West) | Stundentakt am Wochenende im Winter Zweistundentakt, Bad Doberan/Ribnitz-Damgarten West – Rostock nur in HVZ                                   | DB Regio Nordost      | Siemens Desiro Classic (Baureihe 642) / Bombardier Talent 2 (Baureihe 442) |
| RB 17                 | Rostock – Bützow – Bad Kleinen – Schwerin Hbf – Ludwigslust                                   | einzelne Züge als RE1-Verstärker | Ostdeutsche Eisenbahn | Siemens Desiro HC                                                          |
| S 1                   | Rostock – Warnemünde                                                                          | 10-Minuten-Takt gemeinsam mit S2, S3; in der HVZ 7,5-Minuten-Takt / im Nachtverkehr (Fr–So) 30-Minuten-Takt (bis zum 29.10.25 30-Minuten-Takt) | DB Regio Nordost      | Bombardier Talent 2 (Baureihe 442)                                         |
| S 2                   | Warnemünde – Rostock – Schwaan – Güstrow (bis 29.10.25 nur zwischen Rostock und Güstrow)      | Stundentakt (Mo–Fr) Zweistundentakt (Sa–So) | DB Regio Nordost      | Bombardier Talent 2 (Baureihe 442)                                         |
| S 3                   | Warnemünde – Rostock – Laage – Güstrow (bis 29.10.25 nur zwischen Rostock und Güstrow)        | Stundentakt (Mo–Fr) Zweistundentakt (Sa–So) | DB Regio Nordost      | Bombardier Talent 2 (Baureihe 442)                                         |
| Stand: 29. April 2024 |                                                                                               | |                       |                                                                            |

### Straßenbahn Rostock RSAG
| Linie                | Fahrtverlauf | Taktfrequenz                                                           |
| -------------------- | --- | ---------------------------------------------------------------------- |
| 4                    | Campus Südstadt – Südstadt Center – Hauptbahnhof – Steintor – Dierkower Kreuz – Dierkow-Zentrum – Dierkower Allee                                | Mo–Fr tagsüber alle 20 Minuten, Sa alle 30 Minuten                     |
| 5                    | Südblick – Südstadt Center – Hauptbahnhof – Steintor – Neuer Markt – Doberaner Platz – Reutershagen – Lütten Klein Zentrum – Mecklenburger Allee | Mo–Fr tagsüber alle 10 Minuten, Sa alle 15 Minuten, So alle 30 Minuten |
| 6                    | Campus Südstadt – Südstadt Center – Hauptbahnhof – Steintor – Neuer Markt – Doberaner Platz – Platz der Jugend – Zoo – Neuer Friedhof            | Mo–Fr tagsüber alle 20 Minuten, Sa/So alle 30 Minuten                  |
| Stand: 27. März 2024 | |                                                                        |

### RSAG Busverkehr
seit 4. Januar 2016
| Linie | Fahrtverlauf | Taktfrequenz |
| ----- | --- | --- |
| 22    | Hauptbahnhof Nord – Steintor – Weißes Kreuz – Kassebohm Süd | Mo–Fr alle 20 Minuten, Sa/So alle 30 Minuten |
| 23    | Hauptbahnhof Nord – Steintor – Weißes Kreuz – Brinckmansdorf – Riekdahl | Mo–Fr alle 20 Minuten, Sa/So alle 30 Minuten |
| 26    | Hauptbahnhof Süd – Schwaaner Landstraße – Biestow – Südblick | alle 30–60 Minuten |
| 27    | Hauptbahnhof Nord – Goetheplatz – Hauptbahnhof Süd – Südstadt, Erich-Schlesinger-Str. – Saarplatz – S Parkstraße – Klinikum Schillingallee                                                                             | Mo–Sa tagsüber alle 30 Minuten, So kein Verkehr Hauptbahnhof Nord – Hauptbahnhof Süd nur noch an Schultagen drei Fahrten morgens und 5 Fahrten in der Gegenrichtung |
| 39    | S Lütten Klein – Schmarl Zentrum – S Evershagen – Evershagen Süd – Reutershagen – Bonhoefferstr. – Markt Reutershagen – S Parkstr. – Campus Südstadt – Beim Pulverturm – Hauptbahnhof Süd                              | Mo–Fr alle 20 min |
| F1    | S Lütten Klein – S Evershagen – Reutershagen – S Holbeinplatz – Doberaner Platz – Steintor – Hauptbahnhof Nord – Campus Südstadt – Südblick                                                                            | Nachtlinie Mo–Fr alle 60 Minuten, Sa, So alle 30 Minuten |
| F2    | S Lichtenhagen – S Lütten Klein – Evershagen, Thomas-Morus-Straße – Reutershagen – S Holbeinplatz – Saarplatz – Doberaner Platz – Hauptbahnhof Nord – Steintor – Speicher – Dierkower Kreuz – Toitenwinkel, Hafenallee | Nachtlinie Mo–Fr alle 60 Minuten, Sa, So alle 30 Minuten |
| F4    | Doberaner Platz – Hauptbahnhof Nord – Steintor – Weißes Kreuz – Kassebohm Nord – Brinckmansdorf – Riekdahl | Nachtlinie Mo–Fr alle 60 Minuten, Sa, So alle 30 Minuten |

### Rebus Rostock
| Linie                  | Fahrtverlauf | Verkehrstage       |
| ---------------------- | --- | ------------------ |
| 102                    | (Rostock, ZOB / Hauptbahnhof Süd –) Rostock, Campus Südstadt – Rostock-Stadtweide – Stäbelow (– Satow – Pustohl / Jürgenshagen) | Täglich            |
| 106                    | Rostock, ZOB / Hauptbahnhof Süd – Ziesendorf – Groß Bölkow – Hohen Luckow – Satow                                               | Montag bis Freitag |
| 112                    | Rostock, ZOB / Hauptbahnhof Süd – Marlow / Dänschenburg – Sanitz                                                                | Montag bis Freitag |
| 113                    | Rostock, ZOB / Hauptbahnhof Süd – Kessin – Dummerstorf – Kavelstorf – Reez                                                      | Täglich            |
| 121                    | Rostock, ZOB / Hauptbahnhof Süd – Bad Doberan – Kühlungsborn – Rerik                                                            | Täglich            |
| 123                    | Rostock, ZOB / Hauptbahnhof Süd – Broderstorf – Sanitz                                                                          | Montag bis Samstag |
| Stand: 11. Januar 2024 | |                    |

### Mecklenburg-Vorpommersche Verkehrsgesellschaft
| Linie                  | Fahrtverlauf                                              | Verkehrstage                |
| ---------------------- | --------------------------------------------------------- | --------------------------- |
| 304                    | Rostock, ZOB – Sanitz – Tessin – Gnoien – Dargun – Demmin | Montag bis Freitag, Sonntag |
| Stand: 11. Januar 2024 |                                                           |                             |